# Volksverein (Baden)

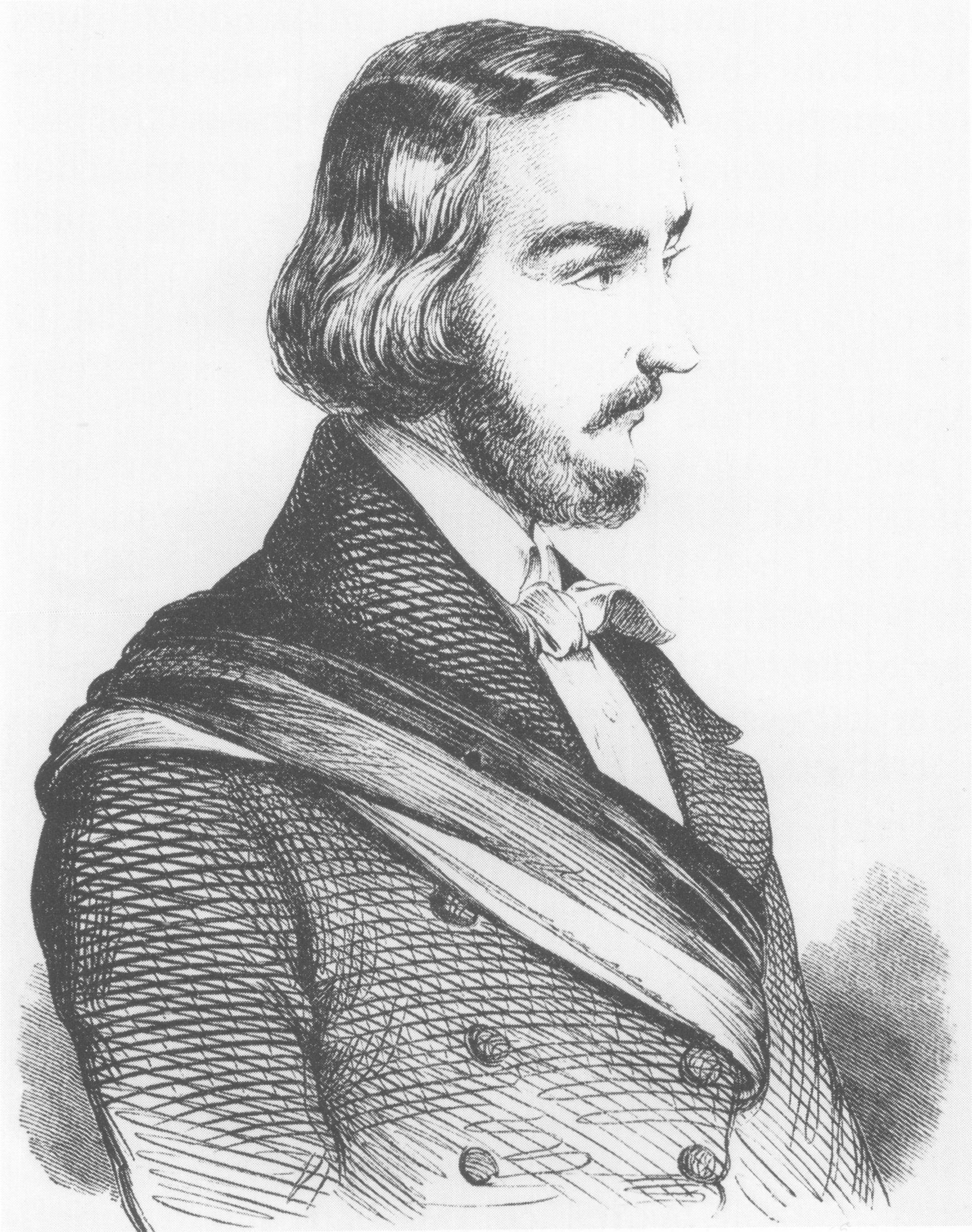
Amand Goegg der Initiator und eigentliche Führer der badischen Volksvereine

Die Volksvereine wurden von den badischen Demokraten gegründet, um eine Organisation zu schaffen, die sich von den Vaterländischen Vereinen der badischen Liberalen unterschied. Es gab in der Zeit vor der Badischen Revolution 1848/49 noch keine klar voneinander geschiedenen organisierten Parteien.

## Geschichte
In Baden war während der zweiten Offenburger Versammlung am 19. März 1848 ein Central-Ausschuss mit Friedrich Hecker als Leiter gebildet worden, um die politische Vereine aufzubauen, die zunächst Vaterländische Vereine genannt wurden.
Nach dem Scheitern des Heckerzuges wurden diese vaterländischen Vereine im Großherzogtum Baden am 4. Mai 1848 durch eine Verordnung auf Basis eines Gesetzes von 26. Oktober 1833 aufgelöst. Sofort nach der Auflösung der vaterländischen Vereine begannen Gustav Struve und Florian Mördes an deren Stelle Demokratische Vereine aufzubauen, die aber mit Verordnung vom 22. Juli 1848 auch gleich wieder verboten wurden.
Die Diskussion um die Grundrechte des deutschen Volkes und deren Verabschiedung durch die Frankfurter Nationalversammlung am 21. Dezember 1848 gaben den Volksvereinen neuen Auftrieb, da die dort verankerte Vereinsfreiheit die großherzogliche Regierung in ihrem einem weiterhin restriktiven Kurs gegen politische Vereine behinderte. Unter den radikalen Demokraten Badens gab es jedoch Diskussionen über das Vorgehen. Florian Mördes bemühte sich vergeblich in Diskussionen mit dem Centralmärzverein diesen zu Aktionen zum Schutz der Reichsverfassung zu bringen und den Anschluss der badischen Volksvereine an diesen Centralverein zu betreiben. Die Gruppe um Amand Goegg wollte sich nicht dem zögerlichen Centralverein anschließen und die badischen Volksvereine zur „Speerspitze der republikanischen Bewegung in Deutschland machen.“ An Weihnachten 1848 startete Amand Goegg eine neue Initiative zum Aufbau einer landesweiten Organisation demokratischer Vereine. Bis Mai 1849 entstanden dann über 400 Volksvereine mit rund 35 000 Mitgliedern. Zudem waren zahlreiche Arbeiter- und Turnvereine als Filialvereine in die Organisation aufgenommen worden. Der Landesausschuss war publizistisch sehr aktiv und gab neben vielen einzelnen Flugschriften auch die Wochenzeitung Flugblätter der Volksvereine heraus.
An Weihnachten 1848 startete Amand Goegg eine neue Initiative zum Aufbau einer landesweiten Organisation demokratischer Vereine. Bis Mai 1849 entstanden dann über 400 Volksvereine mit rund 35 000 Mitgliedern.
Die Organisationsstruktur der badischen Volksvereine orientierte sich am Verwaltungsaufbau des Staates. In den Amtsstädten wurden Bezirksvereine gegründet, die die örtlichen Volksvereine initiieren sollten. An der Spitze aller Volksvereine stand der Landesausschuss.
Mit der Volksversammlung am 13. Mai 1849 in Offenburg übernahmen die Volksvereine die Führung in der badischen Mai-Revolution.

### Landesausschuss und Exekutivkommission
Am 12. Mai 1849 – einen Tag vor der Offenburger Volksversammlung – fand in Offenburg ein allgemeiner Landeskongress der badischen Volksvereine statt, wobei die Anträge an die Volksversammlung formuliert wurden. Bei der Volksversammlung am 13. Mai wurde aufgrund dieser Anträge auch ein Landesausschuss der Badischen Volksvereine als Führungsgremium gewählt, dem ab 14. Mai folgende 28 Personen angehörten:
1. Lorenz Brentano
2. Joseph Fickler
3. Amand Goegg
4. Joseph Ignatz Peter
5. Maximilian Werner
6. Eduard Rehmann, Offenburg[11]
7. Philipp Stay, Heidelberg[12]
8. Johann Baptist Willmann, Pfohren
9. Karl Friedrich Philipp Steinmetz, Durlach[13]
10. Heinrich Wernwag, Kenzingen[14]
11. Franz Joseph Richter
12. Georg Ludwig Degen, Mannheim[15]
13. Karl Ritter, Karsau[16] (Soldat aus der Garnison Rastatt)
14. J. Stark, Lottstetten (Soldat aus der Garnison Rastatt)

Als Ersatzmänner wurden gewählt (am 14. Mai zu ordentlichen Mitgliedern erklärt)
1. Karl Heinrich Hoff, Mannheim[17]
2. Gervas Torrent, Waldshut[18]
3. Karl von Rotteck
4. Heinrich Happel, Mannheim[19]
5. Damian Junghanns
6. Christian Friedrich Kiefer
7. Aurelius Cordel, Philippsburg (Ersatzmann der Soldaten)
8. Sebastian Bannwarth, Bleichheim (Ersatzmann der Soldaten)

nachträglich am 14. Mai kooptiert:
1. Gustav Struve
2. Emil Barbo, Emmendingen[20]
3. Carl Damm
4. Hanneka (Dragonerwachtmeister)
5. Philipp Adam Thibauth, Ettlingen[21]
6. Karl Theodor Ziegler, Karlsruhe[22]

Am 15. Mai wählte der Landesausschuss eine Exekutivkommission, die die Regierungsgeschäfte übernahm.
| Amt          | Name                                                                              |
| ------------ | --------------------------------------------------------------------------------- |
| Vorsitzender | Lorenz Brentano                                                                   |
| Finanzen     | Amand Goegg                                                                       |
| Justiz       | Joseph Ignatz Peter                                                               |
| Krieg        | Karl Eichfeld vom 14. Mai 1849 bis zum 26. Mai 1849; Stellvertreter August Mersy. |
| Krieg        | Franz Sigel vom 26. Mai 1849 bis zum 13. Juni 1849                                |